# Röteln
Die Röteln oder Rubeola (auch Rubeolae, Rubeolen und Rubella) sind eine hochansteckende Infektionskrankheit, die durch Rötelnviren ausgelöst wird und eine lebenslange Immunität hinterlässt, weshalb sie zu den Kinderkrankheiten zählt. Rötelnviren befallen nur Menschen. 
Neben den typischen roten Hautflecken (ein masernähnliches Exanthem) können auch Fieber und Lymphknotenschwellungen auftreten. Eine Rötelninfektion während der Schwangerschaft kann zu schweren Komplikationen (Rötelnembryofetopathie) mit ausgeprägten Fehlbildungen des Kindes und zu Fehlgeburten führen. Die Behandlung besteht in rein symptomatischen Maßnahmen (Linderung der Krankheitssymptome). Eine vorbeugende Impfung mittels Rötelnimpfstoff ist verfügbar.
Röteln sind in Deutschland, Österreich und der Schweiz meldepflichtig.

## Epidemiologie
Das Rötelnvirus ist – mit dem Menschen als einzigem Wirt – weltweit verbreitet. In Bevölkerungsgruppen mit einer niedrigen Durchimpfungsrate erfolgen 80–90 % der Infektionen im Kindesalter. In Deutschland bestand bis März 2013 nur in den neuen Bundesländern eine Meldepflicht, danach im ganzen Bundesgebiet. So kann vor März 2013 die aktuelle Verbreitung nur hochgerechnet werden.
Aus den in Deutschland gemeldeten Zahlen ergab sich für das Jahr 2003 eine Inzidenz von 0,33 Fällen pro 100.000 Einwohner. Das Europäische Zentrum für die Prävention und die Kontrolle von Krankheiten hat von Oktober 2011 bis September 2012 aus 26 Ländern über 30.000 Infektionen erfasst mit den höchsten Inzidenzen in Rumänien (114,32/100.000) und Polen (13,93/100.000). Die durchschnittliche Inzidenz aller 26 Länder lag bei 8,6/100.000. Bei Schuleingangsuntersuchungen in Deutschland von 2010 waren 91,2 % der Kinder vollständig geimpft. Die unvollständige Durchimpfung der Bevölkerung kann zu sporadischen und epidemischen Infektionen bei Kindern, Jugendlichen und auch Erwachsenen führen. Selektive Impfungen von jungen Mädchen und Frauen ab dem 13. Lebensjahr – bedingt durch die besondere Gefahr dieser Krankheit während einer Schwangerschaft – haben in der weiblichen Bevölkerung erreicht, dass die bei der natürlichen Durchseuchung noch bestehenden Immunitätslücken im jungen Erwachsenenalter zunehmend besser geschlossen wurden. 2015 erklärte die Organización Panamericana de la Salud die westliche Hemisphäre (Nord- und Südamerika) für rötelnfrei.
In Deutschland traten vor den Impfungen Röteln insbesondere im Frühjahr auf, Epidemien etwa alle 6 bis 9 Jahre.

## Erreger

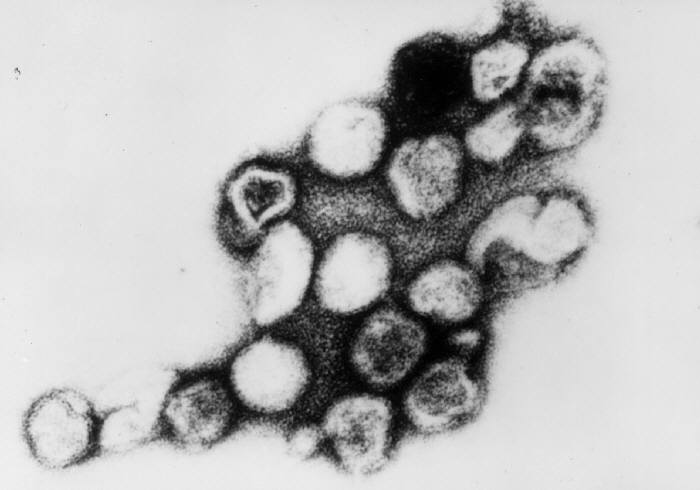
Rubellaviren (TEM-Aufnahme)

Das Rötelnvirus ist das einzige Mitglied der Gattung Rubivirus und gehört zur Familie der Togaviridae, deren Mitglieder typischerweise eine einzelsträngige RNA mit positiver Polarität als Genom besitzen, das von einem ikosaedrischen Kapsid umgeben ist. Das RNA-Genom im Inneren des Kapsids hat eine Länge von ungefähr 9.757 Nukleotiden und codiert für zwei nichtstrukturelle Proteine sowie drei strukturelle Proteine. Das Kapsidprotein sowie die beiden Hüllproteine E1 und E2 machen die drei strukturellen Proteine aus.
Die kugelförmigen Viruspartikel der Togaviridae haben einen Durchmesser von 50–70 nm und sind von einer Lipidmembran (Virushülle) umgeben. In der Hülle sind als deutliche Spikes (Ausstülpungen) von 6 nm Länge die Heterodimere der beiden viralen Hüllproteine E1 und E2 eingelagert. Es existiert eine einheitliche Form der Oberflächenstruktur, also nur ein einziger Serotyp.

## Übertragung
Die Übertragung erfolgt meistens durch Tröpfcheninfektion mit 50-prozentiger Kontagiosität. Besonders in nasopharyngealen Sekreten sind sehr viele Viren enthalten. Die Inkubationszeit beträgt 14–21 Tage. Eine Woche vor bis eine Woche nach Ausbruch des Exanthems ist der Patient ansteckend. Selbst asymptomatische Infizierte sind infektiös. Die Viren dringen in der Regel über die Schleimhäute der oberen Atemwege ein und werden zunächst bevorzugt in lymphatischem Gewebe vermehrt. Anschließend erfolgt eine Ausschüttung in die Blutbahn (Virämie), so dass die Viren viele Organe erreichen können. Im Falle einer Schwangerschaft kann eine Übertragung des Virus über den Mutterkuchen (Plazenta) auf das ungeborene Kind erfolgen.

## Krankheitserscheinungen
Der Verlauf der Erkrankung ist von Mensch zu Mensch sehr unterschiedlich und nicht sehr spezifisch, das heißt leicht mit anderen fieberhaften Erkrankungen mit Hautausschlag verwechselbar. In etwa der Hälfte der Infektionen treten überhaupt keine Symptome auf (asymptomatischer Verlauf, stille Feiung).

### Typische Symptomatik

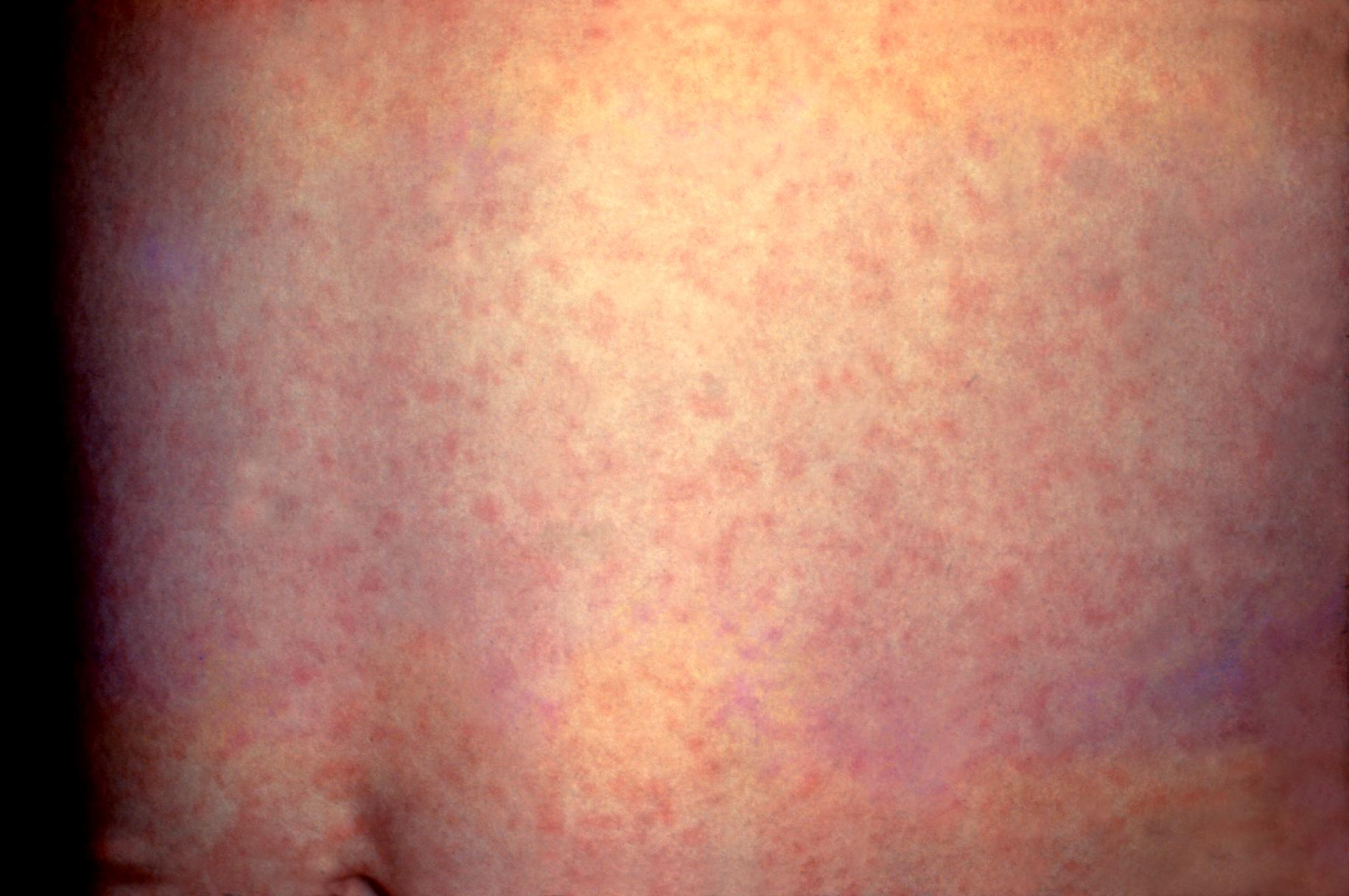
Hautausschlag bei Röteln

Nach der Inkubationszeit können sich zunächst im Gesicht gerötete, einzelstehende, leicht erhabene Flecken (Effloreszenzen) bilden, die sich auf den Rumpf und die Extremitäten ausbreiten. Diese bilden sich meist nach ein bis drei Tagen zurück. Begleitend tritt oft erhöhte Temperatur bis 39 °C auf. Weitere mögliche Symptome sind Kopf- und Gliederschmerzen, Lymphknotenschwellungen an Hinterkopf, Nacken und hinter den Ohren, leichter Katarrh der oberen Luftwege sowie Bindehautentzündungen.

### Komplikationen
Seltene, mit zunehmendem Lebensalter des Patienten häufiger werdende Komplikationen sind Gelenkentzündungen (Arthritis), eine Verringerung der Zahl der Blutplättchen (Thrombozytopenie) mit vermehrter Blutungsneigung oder eine Enzephalitis. Darüber hinaus kann es auch zu einer Bronchitis, einer Mittelohrentzündung oder einer Herzbeteiligung (Myo- und Perikarditis) kommen.

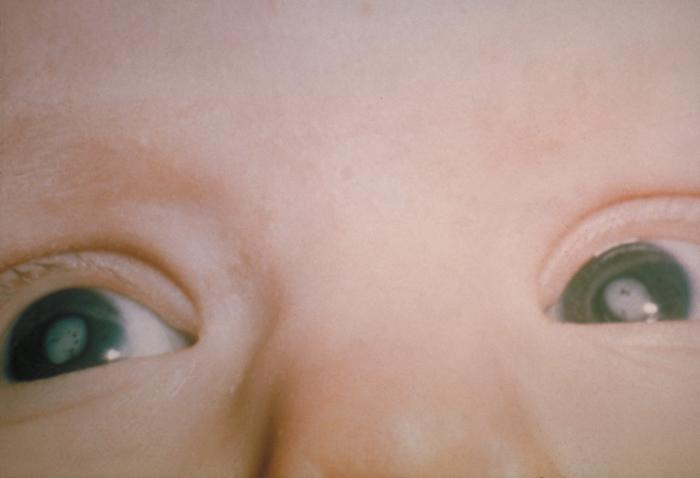
Angeborene Trübung der Augenlinsen bei Rötelnembryofetopathie

Eine besondere Gefahr stellt jedoch eine Rötelninfektion während einer Schwangerschaft dar. In den ersten acht Wochen der Schwangerschaft führt eine Rötelninfektion in 90 % der Fälle zur Schädigung des Embryos. Mit fortschreitender Schwangerschaft sinkt das Risiko im mittleren Drittel der Schwangerschaft auf 25–30 %. Mögliche Folgen einer Infektion des ungeborenen Kindes sind Spontanabort, Frühgeburt oder die klassische Kombination aus Fehlbildungen in Form von Herzfehlern (offener Ductus Botalli, Septumdefekte und Fallot-Tetralogie), Trübung der Linse der Augen (Katarakt) und Innenohrschwerhörigkeit. Dieses Vollbild, das auch Gregg-Syndrom genannt wird, entsteht bei Rötelninfektionen in der vierten Schwangerschaftswoche, wohingegen eine Infektion in der 20. Schwangerschaftswoche möglicherweise lediglich eine isolierte Taubheit auslöst. Weitere in Frage kommende Schädigungen sind niedriges Geburtsgewicht, Blutungsneigung aufgrund verminderter Blutplättchenzahlen (Thrombozytopenische Purpura), Enzephalomeningitis, Leberentzündung, Vergrößerung von Leber und Milz, Herzmuskelentzündung (Myokarditis) oder verminderter Kopfumfang (Mikrozephalie). Daher gehört die Untersuchung auf Röteln zur Mutterschaftsvorsorge (siehe Röteln während der Schwangerschaft).
Eine angeborene Rötelninfektion wurde in den Jahren 2010 und 2011 zwar nicht mehr gemeldet, Allerdings geht das Robert Koch-Institut von einer erheblichen Untererfassung aus, weil es Hinweise darauf gibt, dass nur erkennbar geschädigte Neugeborene untersucht und gemeldet werden. Wahrscheinlich entgehen Fälle mit erst später erkennbaren Folgen einer Rötelninfektion während der Schwangerschaft der Erfassung und Meldung.
Weltweit dagegen wird von über 100.000 Kindern ausgegangen, die jedes Jahr mit einer Rötelnembryofetopathie geboren werden.
} Die beim RKI für Deutschland gemeldeten Fallzahlen haben sich seit dem Jahr 2014 folgendermaßen entwickelt:
| Jahr | gemeldete Fallzahlen |
| ---- | -------------------- |
| 2014 | 40                   |
| 2015 | 21                   |
| 2016 | 30                   |
| 2017 | 18                   |
| 2018 | 16                   |
| 2019 | 18                   |
| 2020 | 7                    |

## Untersuchung
Im Gegensatz zu anderen Kinderkrankheiten ist eine allein auf den Krankheitsanzeichen basierende sichere Diagnosestellung nicht möglich. Röteln können mit anderen Infektionskrankheiten, die mit einem fleckigen Exanthem einhergehen, wie dem Drei-Tage-Fieber, Ringelröteln, Masern, Entero- oder Adenovirus-Infektionen, Mykoplasmen oder Scharlach verwechselt werden. Der direkte Nachweis des Rubellavirus in Rachenspülflüssigkeit, Urin oder anderen Sekreten ist in Speziallabors zwar grundsätzlich möglich, jedoch aufwändiger und in der Routinediagnostik nicht sinnvoll. Er ist speziellen Fragestellungen, beispielsweise bei angeborenen Infektionen vorbehalten.
Wenn wichtige Entscheidungen von der Diagnosestellung abhängen, beispielsweise bei Röteln-Verdacht bei einer Schwangeren, muss die Diagnose durch Untersuchung der Antikörper im Blut mittels Immunassay (ELISA) gestellt werden. Ein positiver Nachweis von IgM-Antikörpern wird als Hinweis, jedoch noch nicht als Nachweis einer Infektion gewertet, da der Test beispielsweise durch Kreuzreaktionen mit Antikörpern gegen andere Viren auch falsch-positiv ausfallen kann.
Die Bestätigung einer Rötelninfektion kann durch Nachweis von Antikörpern gegen Rubellaviren im Hämagglutinationshemmtest (HHT) erfolgen. Bei diesem ist ein Anstieg der Antikörpermenge (des Titers) in zwei aufeinanderfolgenden Blutproben im Abstand von 14 Tagen um mindestens das Vierfache nachzuweisen. Eine weitere Bestätigungsmethode bietet der Hämolyse-im-Gel-Test. Beim Neugeborenen ist der Nachweis von Röteln-IgM im Rahmen der STORCH-Serologie beweisend für eine während der Schwangerschaft erworbene Rötelninfektion. Bei möglicher oder gesicherter Röteln-Infektion einer Schwangeren kann durch Nachweis des Rubellavirus mittels Zellkultur oder Polymerase-Kettenreaktion (PCR) im Fruchtwasser oder im Material einer Chorionzottenbiopsie, ab der 22. Schwangerschaftswoche auch im Fetalblut eine vorgeburtliche (pränatale) Infektion diagnostiziert werden.
In der aktuellen Fassung des Infektionsschutzgesetzes sind der Verdacht, die Erkrankung und der Todesfall sowie der Nachweis des Erregers meldepflichtig.

## Behandlung
Es existiert keine ursächliche Behandlung. Die symptomatische Therapie beschränkt sich auf fiebersenkende Mittel sowie entzündungshemmende Schmerzmittel bei Gelenkbeteiligung. Erkrankte beziehungsweise deren Eltern sollten auf die mögliche Gefahr für empfängliche Schwangere hingewiesen werden. Die beste Prävention stellt die Impfung dar.
Kinder mit während der Schwangerschaft erworbenen Röteln (Rötelnembryofetopathie) benötigen entsprechend der Ausprägung eine umfassende Betreuung, gegebenenfalls einschließlich Augen- oder Herzoperationen, Hörgeräteversorgung und Förderung beispielsweise durch Logopädie und Krankengymnastik.

## Vorbeugung

### Expositionsprophylaxe
Ein Ausschluss Erkrankter oder Kontaktpersonen von Gemeinschaftseinrichtungen ist aus epidemiologischen Gründen nicht erforderlich. Im Krankenhaus sollten Patienten mit Röteln isoliert werden. Dies gilt auch für Kinder mit angeborener Röteln-Infektion für die ersten sechs Lebensmonate, zumindest solange nicht mehrere Viruskulturen aus Nasenrachensekret und Urin negativ waren.

### Postexpositionsprophylaxe
Eine postexpositionelle passive Impfung mit spezifischen Immunglobulinen bei Schwangeren ist innerhalb von 72 Stunden nach Röteln-Kontakt möglich, schützt aber keineswegs sicher vor einer Infektion. Daher wird die Gabe an seronegative Schwangere seit 2002 nicht mehr empfohlen.
Bei Röteln-Kontakt im ersten Drittel der Schwangerschaft, fehlender Impfung und negativem Antikörperstatus in der Vorgeschichte soll sofort ein Antikörpertest durchgeführt werden. Bei nachgewiesener maternaler Infektion während einer Schwangerschaft hängt das Fehlbildungsrisiko des Kindes ganz entscheidend vom Infektionszeitpunkt ab; vor der vollendeten 12. SSW ist das Risiko des Vollbildes der Rötelnembryopathie hoch, danach sinkt es drastisch. Bei Infektionen nach der 12. SSW trägt das Kind meist nur Hörschäden davon.

### Impfung

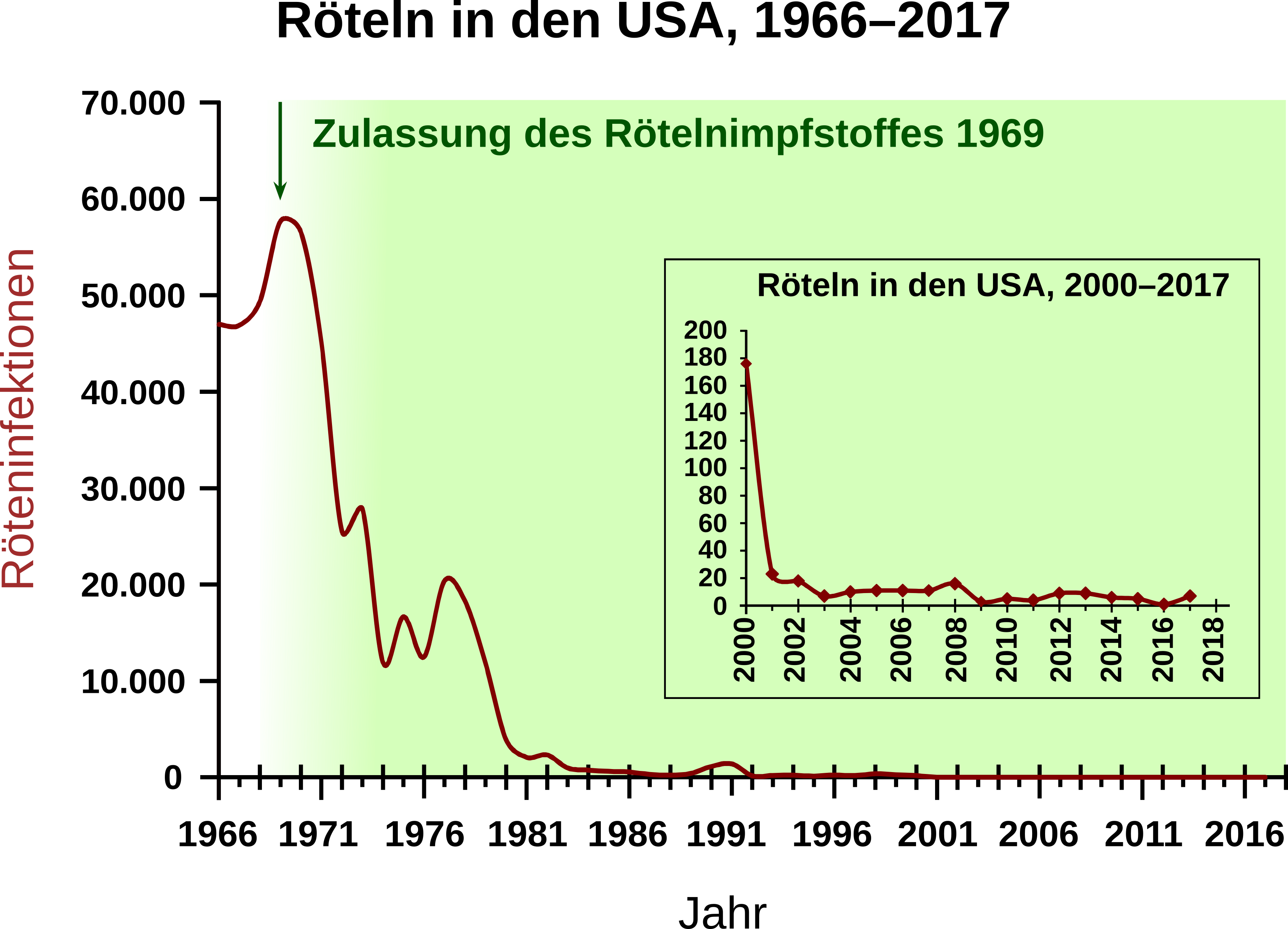
Rötelnfälle in den USA von 1966 bis 2017. Der Rötelnimpfstoff wurde 1969 in den USA zugelassen.

Mit dem MMR-Impfstoff ist eine sichere Impfung gegen Masern, Mumps und Röteln verfügbar, die einen Mumpsimpfstoff, einen Masernimpfstoff und einen Rötelnimpfstoff enthält.
In Deutschland fand die Rötelnimpfung in Form der MMR-Impfung ab dem 15. Lebensmonat erstmals 1984 im Impfkalender Einzug. 1991 wurde dann die zweimalige MMR-Impfung im Impfkalender durch die STIKO vorgestellt (2. Gabe ab dem 6. Lebensjahr), ab 2001 soll die MMR-Erstimpfung schließlich zwischen dem 11.–14. Monat, die Zweitimpfung im 15.–23. Monat erfolgen. Zudem empfiehlt die STIKO eine Impfung für alle nach 1970 geborenen Erwachsene in gewissen Tätigkeitsbereichen, wie beispielsweise in medizinischen Einrichtungen gemäß § 23 des Infektionsschutzgesetzes (IfSG) oder Einrichtungen der Pflege nach § 71 des Sozialgesetzbuches (SGB XI). Frauen sollten für jede der drei Impfstoffkomponenten (M–M–R) eine 2-malige Impfung aufweisen, bei Männern reicht zum Schutz gegen Röteln eine einmalige Impfung aus.
Die Impfung vermittelt mit 95 % Effizienz eine lebenslange Immunität. Über eine Wiederholungsimpfung, frühestens einen Monat nach erster Impfung, sollten Impflücken bei den verbliebenen 5 % geschlossen werden. In Österreich und der Schweiz sind die entsprechenden Impfempfehlungen gleichlautend. Weltweit ist die Rötelnimpfung in 173 Ländern Bestandteil nationaler Impfprogramme, darunter auf dem gesamten amerikanischen, australischen und europäischen Kontinent (Stand 2019). In Afrika und weiten Teilen Asiens ist sie noch nicht allgemein verbreitet, was dazu führt, dass mehr als zwei Drittel eines weltweiten Geburtsjahrgangs keine Impfung erhalten.
Fieber und lokale Impfreaktionen wie Rötung, Schmerzen und Schwellungen an der Injektionsstelle können wie bei allen Impfungen vorkommen und sind als harmlose Nebenwirkungen zu betrachten. Da es sich bei der MMR-Impfung um eine Impfung mit einem abgeschwächten Lebendimpfstoff handelt, können in seltenen Fällen abgeschwächte Formen der drei Infektionskrankheiten entstehen. In der Folge können sich ähnliche Symptome wie bei den Infektionskrankheiten entwickeln (siehe Tabelle). Diese Auswirkungen sind üblicherweise leichter und kurzfristiger Natur. Obwohl also bekannte Nebeneffekte existieren, überwiegen die Vorteile gegenüber einer „natürlichen“ Infektion bei Weitem. Weitere mögliche Nebenwirkungen wurden immer wieder kontrovers diskutiert. Der Artikel MMR-Impfstoff enthält hierzu detailliertere Informationen.
Sicherheitsbedenken gegen weitere MMR-Impfung(en) bei bestehender Immunität gegen eine der Komponenten („Überimpfen“) sind nicht bekannt.
Impfröteln gelten als nicht-infektiös, Geimpfte geben den Impfvirus nicht an andere.

## Immunität und Nestschutz
Grundsätzlich besteht nach einer Wildrötelninfektion sowie einer zweimaligen Impfung eine lebenslange bzw. jahrzehntelange Immunität. Eine asymptomatische Reinfektion kann aber nicht ausgeschlossen werden. In den 1950er und 1960er Jahren waren sogenannte German measles parties, zu Deutsch „Rötelnpartys“, vor Einführung der Impfung gegen Röteln üblich, teilweise sogar empfohlen worden. Da jedoch Warnungen, infizierte Kinder vor Schwangeren fernzuhalten, ignoriert wurden, führte ein großer Ausbruch Mitte der 1960er Jahre zu sehr vielen Rötelnembryofetopathien.
Maternale IgA-Antikörper von Schwangeren gelangen durch die Plazenta in das ungeborene Kind und verleihen damit einen Nestschutz von etwa 3 bis 6 Monaten nach Geburt.

## Geschichte
Bis ins 18. Jahrhundert hinein wurden die Röteln nicht von anderen fieberhaften und mit einem Hautausschlag einhergehenden Infektionskrankheiten abgegrenzt. Die ersten Beschreibungen der klinischen Erscheinungen werden den deutschen Ärzten de Bergan und Orlow zugeschrieben, weswegen sie im englischen Sprachgebrauch auch als German measles Eingang fanden. Bis in das 19. Jahrhundert hinein gab es viele Mutmaßungen über die Verwandtschaft zwischen den Röteln einerseits und den Masern oder Scharlach andererseits, bis wiederum ein deutscher Arzt, George de Maton, die Rötheln 1814 endgültig als eigenständiges Krankheitsbild beschrieb. Die englische Bezeichnung Rubella wurde 1864 vom britischen Militärarzt Henry Veale eingeführt. Anschließend wurden sie lange Zeit als harmlose Kinderkrankheit ohne Bedeutung eingeordnet. Die endgültige Anerkennung der Röteln (German measles) als eigenständiges Krankheitsbild gegenüber Masern (English measles) und Scharlach erfolgte 1881 auf einem Kongress in London.
Erst 1938 belegten Hiro und Tasaka die virale Ursache der Erkrankung. Schließlich beschrieb Norman McAlister Gregg 1941 erstmals die schwerwiegenden Missbildungen bei Neugeborenen, deren Mütter während der Schwangerschaft Röteln gehabt hatten. Dies war der Ausgangspunkt für zahlreiche Forschungen, die 1962 zur Isolierung des Röteln-Virus führten. Noch 1964–65 kam es in Philadelphia zu einer Röteln-Epidemie, die die ganzen USA mit über 20.000 betroffenen Neugeborenen erfassten. Schließlich gelang es dem amerikanischen Forscherteam um Stanley A. Plotkin, einen Impfstoff zu entwickeln, der seit 1966 weltweit Verwendung fand. 1967 erfolgte die erste elektronenmikroskopische Aufnahme.
Während die Röteln aufgrund der hohen Impfquoten seit Jahren auf den amerikanischen Kontinenten nur noch bei Zugereisten gefunden wurden und als eliminiert gelten, sind sie in Europa in den meisten Ländern zwar „kontrolliert“, aber aufgrund unzureichender Impfquoten vor allem bei Impfgegnern in einigen Ländern bisher nicht eliminiert.

## Meldepflicht
Röteln einschließlich Rötelnembryopathie sind in Deutschland eine meldepflichtige Krankheit nach § 6 Absatz 1 des IfSG [namentliche Meldepflicht bei Verdacht, Erkrankung und Tod]. Auch deren Erreger Rubellavirus ist nach § 7 ein namentlich meldepflichtiger Erreger [direkter oder indirekter Nachweis, der auf eine akute Infektion hinweist].
In Österreich sind Röteln eine anzeigepflichtige Krankheit gemäß § 1 Abs. 1 Nummer 2 Epidemiegesetz 1950 [Erkrankungs- und Todesfälle].
In der Schweiz sind Röteln ebenfalls eine meldepflichtige Krankheit und zwar nach dem Epidemiengesetz (EpG) in Verbindung mit der Epidemienverordnung und (Anhang 1 und 2) der Verordnung des EDI über die Meldung von Beobachtungen übertragbarer Krankheiten des Menschen [bei positivem laboranalytischen Befund].